# Brnjica (Chorwacja)
Brnjica – wieś w Chorwacji, w żupanii szybenicko-knińskiej, w mieście Szybenik. W 2011 roku liczyła 72 mieszkańców.